# Ute Richter (Leichtathletin)
Ute Richter (* 14. Juli 1958 in Pirna) ist eine ehemalige deutsche Speerwerferin, die für die DDR startete.
Bei den Leichtathletik-Europameisterschaften 1978 in Prag und bei den Olympischen Spielen 1980 in Moskau wurde sie jeweils Vierte, bei den Europameisterschaften 1982 in Athen Fünfte. 1982 wurde sie DDR-Meisterin, 1977 und 1978 Vizemeisterin.
Ihre persönliche Bestleistung von 66,96 m stellte sie 21. Mai 1983 in Neubrandenburg auf. 
Ute Richter startete für den SC Einheit Dresden.